# SS Sturmbrigade RONA

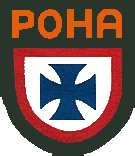
Embleem van de eenheid

De SS Sturmbrigade RONA (Duits: 29. Waffen-Grenadier-Division der SS "Rona" (Russische nr. 1), Russisch: русская освободительная народная армия, russkaja osvoboditel'naja narodnaja armija), ook bekend onder de naam Kaminski Brigade, was een antipartizaneneenheid tijdens de Tweede Wereldoorlog. De leden van deze brigade waren afkomstig uit de Republiek Lokot, een regio in het door nazi-Duitsland veroverde gebied van de Sovjet-Unie dat door de Wehrmacht een verregaande autonomie had gekregen.
De eenheid werd eind 1941 opgericht als een soort van hulppolitie. Destijds telde het circa tweehonderd manschappen. Midden 1943 was dit aantal flink opgelopen, tot tien- à twaalfduizend. De brigade werd uitgerust met buitgemaakt materieel van de Sovjettroepen, waaronder tanks en artillerie. Bronislav Kaminski had de leiding over deze eenheid en gaf deze de naam Russische Nationale Bevrijdingsleger (Russisch: Русская Освободительная Народная Армия; Russkaya Osvoboditelnaya Narodnaya Armiy ofwel RONA).
Na operatie Citadel, dat uitliep op een zware Duitse nederlaag bij Koersk, trok de eenheid zich terug naar Wit-Rusland en het gebied rondom Vitebsk. Aldaar werden de manschappen ingezet tegen de partizanen, waar ze regelmatig genadeloos optraden tegen de burgers.
In maart 1944 werd de eenheid officieel hernoemd tot Volksheer-Brigade Kaminski. Later dat jaar – in juni  - werd de brigade opgenomen in de Waffen-SS.
Met de overgang naar de Waffen-SS, kreeg de eenheid wederom een nieuwe naam, de Waffen-Sturm-Brigade RONA. Haar leider, Kaminski, kreeg als enige persoon ooit de rang van Waffen-Brigadeführer der SS. Na het zomeroffensief van het Rode Leger in 1944 (Operatie Bagration) trokken de manschappen van de brigade verder westwaarts en eind juli werden de overgebleven onderdelen van Kaminski’s brigade – circa vierduizend manschappen – toegevoegd aan het SS-trainingskamp in Neuhammer. Met de overgebleven leden van de Sturmbrigade RONA, meende de SS een goede basis te hebben voor een nieuw op te richten divisie, de 29. Waffen-Grenadier-Division der SS RONA (russische Nr. 1). De nieuwe divisie werd echter nooit opgericht, want op de dag dat Himmler het bevel tot het oprichten van de nieuwe divisie ondertekende, brak de Opstand van Warschau uit. Delen van de Sturmbrigade RONA werden richting Warschau gestuurd, waarbij de eenheid zich wederom schuldig maakte aan diverse oorlogsmisdaden.
Op 18 augustus 1944 werd de leider van de brigade, Bronislav Kaminski, vermoord. Vermoed wordt dat of de SS of de Gestapo Kaminski heeft geëxecuteerd. 
Op 27 augustus 1944 werd de eenheid te ongedisciplineerd en onbetrouwbaar bevonden, waarna de brigade werd verwijderd uit de omgeving van Warschau. Met zware verliezen trokken de overgebleven manschappen verder westwaarts, waar de brigade werd gebruikt tegen Sloveense partizanen. Eind oktober datzelfde jaar werd de brigade ontbonden en de overblijfselen ervan werden ondergebracht in het Russisch Bevrijdingsleger